# Selección de waterpolo de Singapur
La Selección de waterpolo de Singapur es el equipo nacional que representa a Singapur en las competiciones internacionales de polo acuático para hombres.

## Palmarés

### Selección mayor
- Copa Mundial de Desarrollo:
  -  Medalla de oro: 2019.
  -  Medalla de plata: 2009.